# Florence Gezelle
Florentina (Florence) Constantia Gezelle (Brugge, 29 september 1847 – Heule, 19 maart 1917) was een Vlaamse religieuze, ook gekend onder de kloosternaam Maria Colomba. Ze was de jongste zus van de Vlaamse rooms-katholieke priester en dichter Guido Gezelle.

## Levensloop

### Jeugdjaren (1847 - 1865)
Florence Gezelle werd geboren in Brugge op 29 september 1847 als jongste van de vijf Gezelle kinderen. Haar moeder, Monica Devriese, was een boerendochter uit Wingene en haar vader, Petrus (Pieter-Jan) Gezelle, was hovenier. De eerste jaren van haar leven bracht ze met haar familie door in de Rolleweg nr. 85, wijk A10 te Brugge. In de jaren 1850 tot 1865 verbleef Florence op kostschool – waarschijnlijk te Ingelmunster – waar ze Frans leerde spreken en schrijven. Tijdens deze periode schreef ze een paar Franstalige brieven naar haar oudste broer Guido.  

### Jongvolwassene (1865 - 1873)
Toen Guido Gezelle onderpastoor was in Sint-Walburga te Brugge woonde hij in de Korte Ridderstraat. Florence kwam vanaf 1865 bij hem wonen en vestigde er in december 1866 haar domicilie. In Brugge zette ze zich in voor de Noordpoolmissie als lid van het ‘Comité des Dames Zélatrices de l’oeuvre des Missions du Pôle Nord’. Ze raakte echter in conflict met Stéphanie Hendryckx, het dienstmeisje van haar broer, waardoor het samenleven moeilijk werd. Vanaf april 1871 verhuisden haar ouders bij haar zuster Louise Gezelle in Heule. Ook Florence trok naar Heule en sprong bij om te helpen. Uit de correspondentie met haar broer Guido blijkt dat ze in september 1871 in hotel Aux Armes de France te Kortrijk werkte. Ze ging ook nog kort in dienst bij de familie Smith in Brugge. Uiteindelijk besloot ze in 1873 om religieuze te worden.  

### Kloosterleven (1873 - 1917)
Op 15 oktober 1873 trad Florence in bij de Zuster van Liefde te Heule. Op 25 augustus 1875 werd ze geprofest onder de kloosternaam Maria Colomba (in sommige bronnen ook Columba geschreven). Zelf gebruikte ze liever de Franstalige versie Marie Colombe. In Heule gaf ze Engelse les aan een kostschool voor meisjes: het Pensionnat des Soeurs de Charité. De kloostercongrégatie van Heule breidde in de jaren 1870 uit, onder meer naar Kortrijk. In 1878 werd Florence verantwoordelijk voor de ‘Franse school’ in de Kortrijkse vestiging. In 1880 verliet Florence Kortrijk en verbleef ze in Esen, Passendale, Zarren en Klemskerke. Later kwam ze terug naar Heule, waar ze op 19 maart 1917 overleed.

## Invloed op het werk van Gezelle
Guido Gezelle schreef enkele gedichten en teksten op verzoek van zijn jongste zus Florence. Voor een jonge communicant uit Esen bijvoorbeeld schreef hij het gedichtje ‘Zuster, nu zijt gij...’. In de jaren 1880 stuurde hij haar een paar korte gedichtjes. Die zouden door kinderen voorgelezen worden op speciale gelegenheden. In de brieven naar haar broer stuurde Florence haar taalvondsten. Guido Gezelle bewaarde haar brieven als taalfiches waar hij annotaties over dialectismen en volkse uitdrukkingen op aanbracht. 

## Briefwisseling met Guido Gezelle
Haar hele leven lang hield Florence een correspondentie met haar broer Guido. Daarvan zijn er 24 overgebleven, die bewaard worden in het Guido Gezellearchief. De vroegste brief dateert uit 1851 en de laatste uit 1899. De briefuitwisseling geeft een blik op de evolutie van de relatie tussen Florence en haar broer, alsook meer informatie over de levenscontext van de pastoor-dichter en de personen in zijn omgeving.

## Voetnoten
1. ↑  Couttenier, Piet (1999). Het Guido Gezellemuseum te Brugge. Stad Brugge, p. 12. ISBN 9789042909625.
2. 1 2 3  Vermeulen, Julien  (2023). ‘t En is toch maar zelden dat ik achter verzen kome. Rijmtijd. Tijdschrift voor liefhebbers van de poëzie van Guido Gezelle  99
3. 1 2  Heulespiegel: Halfjaarlijks tijdschrift van de heemkundige kring Langs d’Heuleboorden, nr. 16, 1992, p. 12.
4. ↑  Gezelle, Guido (1949). Dichtwerken (deel 1 en 2). Veen.